# Onobrychis kabylica
Onobrychis kabylica là một loài thực vật có hoa trong họ Đậu. Loài này được (Bornm.) Sirj. miêu tả khoa học đầu tiên.